# Martin Larsson (fotbollsspelare)
Håkan Martin Larsson, född 20 augusti 1979, är en svensk före detta fotbollsspelare. Han spelade en match för Malmö FF i Allsvenskan 1999.

## Karriär

### Ungdomskarriär
Vid tolv års ålder kom Larsson till Malmö FF från moderklubben GIF Nike. Som juniorspelare deltog han i sju junior- och 19 pojklandskamper. Parallellt med fotbollen gick han gymnasiet på Malmö Borgarskola, där han studerade ekonomi.

### Seniorkarriär
Larsson blev uppflyttad i MFF:s A-trupp inför den allsvenska säsongen 1999. Debuten i Allsvenskan var då han startade mot IFK Göteborg på Malmö Stadion den 22:a juni, i en match som slutade 1-1. I den 63:e minuten byttes han ut till förmån för Niclas Kindvall, i samband med bytet kommenterade expertkommentatorn Tommy Svensson att Larsson "varit ganska ängslig" och att han "inte åstadkommit speciellt mycket". Matchen mot Göteborg blev Larssons enda framträdande i Allsvenskan.
Säsongen 2000 lånades Larsson ut till IFK Malmö, han återvände sen till MFF. Efter 2001 lämnade Larsson MFF för gott då han flyttade till en annan malmöklubb, Bunkeflo IF. 2004 fick han återse sin gamla klubb. Larsson representerade då stadslaget i en match mot Malmö FF, matchen där Malmö FF mötte ett tillfälligt lag bestående av spelare från olika malmöklubbar var då en årlig företeelse.
Martin Larsson skulle komma att spela med Bunkeflo IF under sex säsonger. Han var med då klubben 2006 för första gången kvalificerade sig för spel i Superettan, detta efter att Bunkeflo slagit ut Assyriska i kvalet. BIF gjorde succé under sin debutsäsong i Superettan och slutade på en femteplats.
Martin hade under succésäsongen 2007 börjat arbeta i Lund och fick svårt att kombinera det med medverkan på alla Bunkeflos träningar. Det innebar att han inte var aktuell för spel med klubben i Superettan 2008. Larsson började träna med Lunds BK och efter att man kom fram till att han kunde medverka vid Lunds alla aktiviteter blev ett klubbyte så småningom klart.